# Mechtilde van Heinsberg

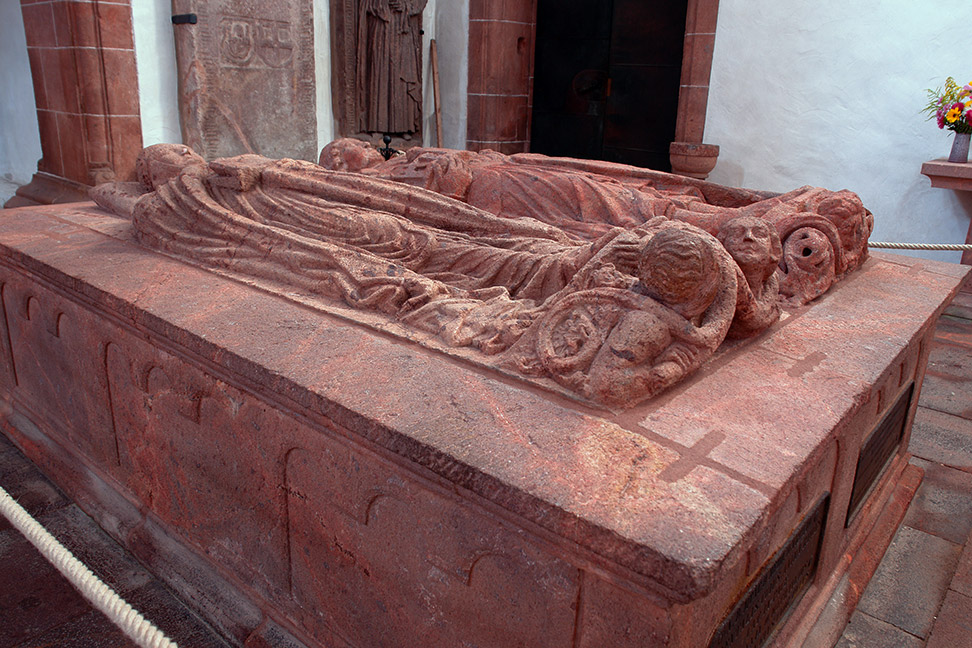
Graf van Mechtilde en haar man Dedo

Mechtilde van Heinsberg (ca. 1135 – 20 januari 1189) was een edelvrouw uit het Huis Valkenburg-Heinsberg. Zij was de dochter van Gosewijn II van Valkenburg en Adelheid van Sommerschenburg en werd de  erfdochter van Sommerschenburg. Daarnaast was zij de vrouw van Dedo III van Lausitz, ook wel bekend als Dedo de Dikke. Dedo was een prominente edelman in het oosten van Duitsland, hij was onder meer markgraaf van de Lausitz.

## Huwelijk en kinderen
Mechtilde en Dedo kregen de volgende kinderen:
- Diederik II van Lausitz (vóór 13 september 1159 -  13 juni 1207, begraven in Wechselburg), kanunnik in Zeitz en Maagdenburg, graaf van Groitzsch en Sommerschenburg (1190), voogt van Pegau, graaf van Landsberg. Getrouwd met Jutta, dochter van Lodewijk III van Thüringen en Margaretha van Kleef, erfdochter van Altenwied, Bilstein en Neu-Windeck. Ze kregen twee dochters.
- Filips, proost van Xanten tussen 1182 en 1190
- Gosewijn († 1174)
- Hendrik († 1174)
- Koenraad II van Lausitz
- Agnes (tussen 1160 en 1165 - maart 1195), getrouwd met Berthold IV van Meranië. Zij was de moeder van onder anderen de heilige Hedwig van Andechs, koningin-gemalin van Hongarije Gertrudis van Meranië en koningin-gemalin van Frankrijk Agnes van Meranië